# Constitution bismarckienne
Ne doit pas être confondu avec Constitution de Francfort.
Lire en ligne

Sur le site de l'université de Montpellier : Traduction ;
 Sur Wikisource : (de) Texte original

Constitution de la confédération de l'Allemagne du Nord (1867) Constitution de Weimar (1919)
La constitution bismarckienne (Bismarcksche Reichsverfassung), officiellement Constitution de l'Empire allemand (Verfassung des Deutschen Reiches), est la constitution élaborée en  1871 pour l'Empire allemand par Otto von Bismarck, ministre-président de Prusse et chancelier confédéral. C'est une version révisée de la Constitution de la Confédération de l'Allemagne du Nord écrite en 1867,.
Dans cette constitution le Bundesrat représente les États fédérés. Le président de cet organe est le roi de Prusse, qui porte par la même occasion le titre de Deutscher Kaiser, d'empereur allemand. Ce dernier nomme le chancelier impérial, qui est le personnage central du système politique, aussi bien dans les coulisses qu'en public. Le pouvoir législatif est partagé par deux chambres : le Bundesrat en forme la chambre haute, le Reichstag la chambre basse. Ce dernier est élu tous les 3 ans, puis à partir de 1885, 5 ans, au suffrage universel masculin.
Le 14 août 1919, l'article 178 de la constitution de Weimar abroge officiellement la constitution bismarckienne. La nouvelle constitution porte également la désignation Verfassung des Deutschen Reiches, constitution de l'Empire allemand.

## Contexte

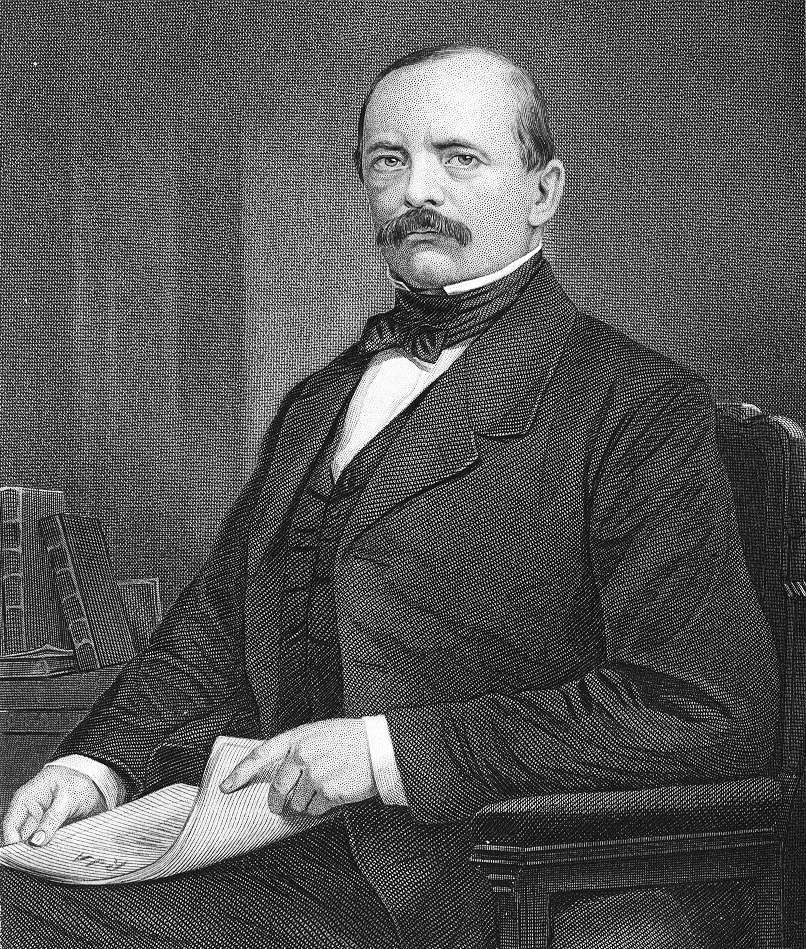
Otto von Bismarck en 1873, ministre-président de Prusse en 1866 et 1867, participe à la rédaction de la constitution de la confédération de l'Allemagne du Nord.

La constitution bismarckienne est inspirée de la constitution de la Confédération de l'Allemagne du Nord (Norddeutsche Bundesverfassung) de 1867. Elle prend en compte l'intégration des États du sud de l'Allemagne dans le nouvel ensemble. Les traités de novembre signés par le Grand-duché de Bade et le Grand-duché de Hesse dans un premier temps, puis par le royaume de Wurtemberg et le royaume de Bavière prévoient leur entrée dans la confédération.
Ces traités utilisent une formulation quelque peu vague et contradictoire sur le fait que cette confédération est un État fédéral ou s'il s'agit d'une nouvelle confédération. Dans tous les cas, cette nouvelle entité doit être nommée Deutscher Bund, traduit en français par Confédération germanique. La mention d'« Allemagne du Nord » est remplacée dans la nouvelle constitution par « confédérée », appartenant à la fédération en d'autres mots.
Le Reichstag ratifie ces changements dans la constitution de la confédération. Le 10 décembre 1870, il approuve également la proposition du Bundesrat de renommer la « Confédération germanique » (Deutscher Bund) en « Empire allemand » (Deutsches Reich) et le fait que le roi de Prusse en tant que président du Bundesrat doit recevoir également le titre d'« empereur allemand » (deutsches Kaiser). Ces décisions paraissent au journal officiel de la confédération de l'Allemagne du Nord le 31 décembre 1870. L'article paru parle encore de « Constitution de la Confédération germanique » (« Verfassung des Deutschen Bundes »), alors que l'État porte le nom d'Empire allemand (Deutsches Reich) donc. Ce texte entre en vigueur le 1er janvier 1871.
À cause de cette nouvelle constitution, de nouvelles élections législatives sont organisées le 3 mars 1871. Le nouveau Reichstag vote dès le 14 avril pour une constitution révisée. La décision porte le nom de « Loi touchant à la constitution de l'Empire allemand » et paraît au journal officiel le 16 avril,,. Cette révision transforme le « chancelier fédéral » en « chancelier impérial », en général les mentions de « fédéral » sont remplacées par « impérial », des mentions de l'empereur sont ajoutées là où requis. Un changement majeur entre 1867, puis 1870 et 1871 est le durcissement progressif des critères nécessaires à la modification de la constitution. Ainsi en 1867 une majorité de deux tiers au Bundesrat est requise, en 1870, de trois quarts, enfin en 1871 l'opposition de 14 membres suffit à rejeter l'amendement.

## Description
L'Empire allemand est un État fédéral. Son régime politique est parfois décrit comme une « monarchie limitée ». D'un côté le monarque garde une place importante, les principes monarchiques sont conservés, d'un autre le peuple peut prendre part au processus législatif au travers d'élection avec un suffrage universel, ce qui est progressiste à l'époque. La constitution rend clair que le peuple ne devient pas pour autant souverain, les princes des États fédérés et leur sénat gardent le pouvoir.
Le royaume de Prusse a une position hégémonique dans le nouvel ensemble : il occupe à la fois 2 tiers de son territoire et représente 2 tiers de sa population. La constitution règle différents points. Le premier est la répartition des pouvoirs et des ressources entre les États fédérés et l'État fédéral. Le principe fondamental est que si la constitution ne classe pas explicitement la compétence dans celles de l'État fédéral alors les États fédérés en gardent la responsabilité.
Les pouvoirs législatif et exécutif sont bien détaillés par la constitution; l'organisation administrative, les institutions fédérales et leurs compétences sont bien définies, par contre le pouvoir judiciaire est à peine évoqué. Le dernier point réglé par la constitution est la relation existante entre l'Empire et ses citoyens. Seuls quelques sujets y sont évoqués : par exemple l'égalité de traitement de tous les citoyens ou le service militaire.
La constitution ne cite pas les droits fondamentaux des citoyens.

### Compétences de l'Empire
L'Empire n'a le pouvoir législatif que dans certains domaines clairement définis et numérotés. Dans les autres domaines les États fédérés restent compétents. La constitution est caractérisée par le fait que les lois impériales sont en général mises en application par des administrations locales. L'Empire ne possède ses propres fonctionnaires que dans les domaines de compétences qui lui sont attribués explicitement.
Même dans ses domaines, l'Empire est seulement le garant des décisions qu'ils votent, leur application est à la charge des États fédérés. Le Bundesrat est la plus haute instance juridique de l'Empire. Dans le cas où les États fédérés ne rempliraient pas leurs devoirs envers l'État fédéral, le Kaiser pourrait, sur proposition du Bundesrat, appliquer des sanctions immédiates.
La raison de ce transfert de compétence vers les administrations locales est de profiter de l'administration bien organisée et proche du terrain des États fédérés au Reich. Cela optimise également le coût de ce dernier, les charges liées à l'application des lois étant payées par les États fédérés.
La compétence de l'Empire à étendre ses propres compétences dans les États fédérés est sujet à controverse parmi les spécialistes du droit constitutionnel. Le fait que le Reichstag et Bundesrat puissent modifier la constitution parle en faveur de cette interprétation. À l'opposé, le fait que l'Empire ait été créé par les Princes supposent que ceux-ci puissent choisir eux-mêmes leur relation à la nouvelle entité. Dans la pratique, les compétences impériales continuent de s'élargir au moyen d'amendements constitutionnels. Ainsi en 1873, sur proposition des députés nationaux-libéraux  et Johannes von Miquel, l'Empire obtient des compétences dans le domaine du droit privé.

#### Pouvoir législatif

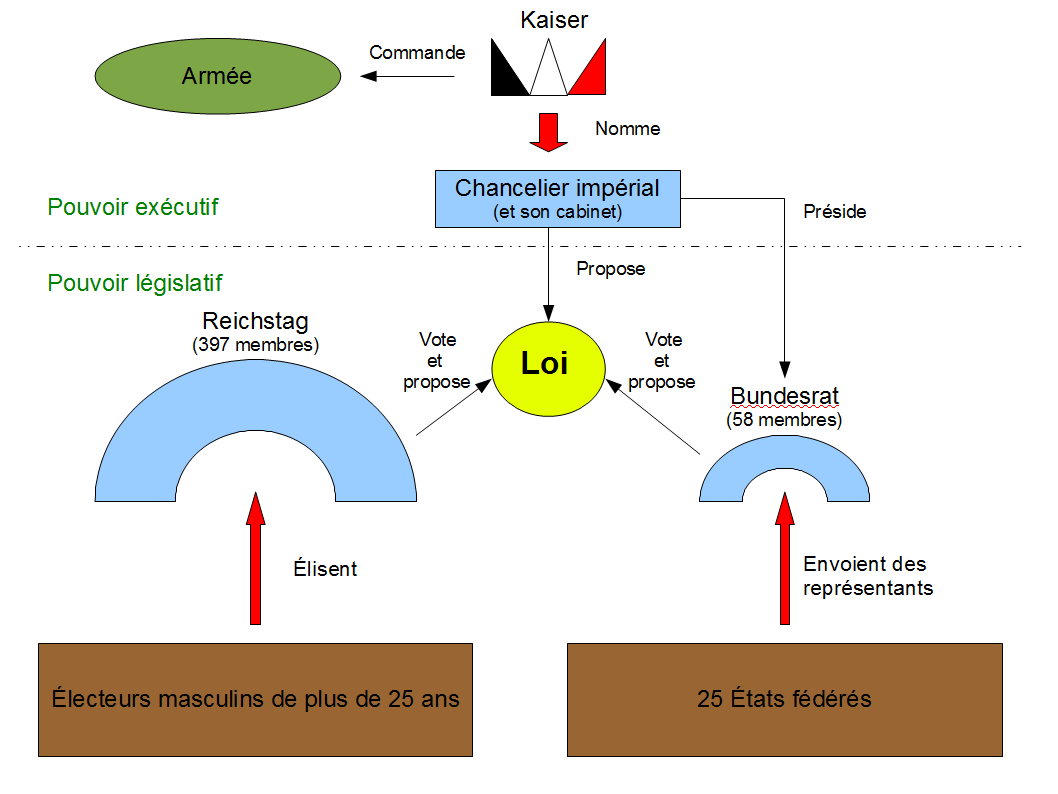
Structure de l'Empire allemand, représentation simplifiée

Le pouvoir législatif de l'Empire est exercé par le Bundesrat et le Reichstag. L'accord des deux majorités des deux assemblées est nécessaire et suffisant pour édicter une loi de l'Empire. Elles ont toutes les deux l'initiative des lois mais ne gouvernent pas.
Dans les autres domaines de compétence de l'Empire les États fédérés peuvent également légiférer à la condition que cela ne soit pas en contradiction avec la loi fédérale. Les domaines dans ce cas sont principalement :
- Le code pénal.
- Le droit du commerce.
- Les règles des procédures.
- Le droit des créances (qui passe en 1873 dans le droit privé).
- Le droit de propriété.
- La liberté de circulation des marchandises : c'est-à-dire la politique douanière, la détermination des systèmes monétaires et unitaires.
- La protection du commerce extérieur et de la flotte commerciale.
- La liberté de circulation personne.
- La liberté de domiciliation.
- L'attribution de la citoyenneté et des papiers d'identité.
- La politique vis-à-vis des étrangers : droit de séjour, émigration et immigration.
- Les règles liées à la liberté d'entreprise et d'établissement.
- Les ambassades et consulats.
- Les assurances et les banques.

L'Empire a les compétences exclusives dans le domaine des :
- Voies de transport : routes, voies fluviales et voies ferrées[8].
- La poste et les télécommunications[8].

Il nomme également la police médicale et vétérinaire ainsi que le droit d'interdire la presse et les associations.
Au niveau intérieur, l'Empire récolte les fruits des taxes douanière, sur le tabac, le sel, l'eau-de-vie, la bière, le sucre et les sirops. En échange il doit assurer que l'argent provenant des taxes sur les biens de consommation n'est pas détourné ainsi que la sécurité des frontières douanières.
Toutes ces compétences sont limitées en Bavière où la liberté d'établissement, les voies ferrées, les postes et télécommunications, la bière et les eaux-de-vie reviennent à l'État fédéré ; Au Wurtemberg pour la poste et les télécommunications, la bière et les eaux-de-vie ; au pays de Bade pour la bière et les eaux-de-vie.

#### Compétences administratives
Les lois fédérales sont en général mises en application par les États fédérés directement. L'Empire a juste un droit de regard. Seuls les domaines où il est explicitement écrit dans la constitution que les administrations impériales doivent s'occuper de la mise en force échappent à cette règle. Dans les domaines revenant aux États fédérés, ils ont toute liberté dans leur organisation et leurs procédures. Sur le plan intérieur de nombreux domaines sont à la fois dans le champ des États fédérés et de l'État fédéral. Ce modèle coopératif est renforcé par le fait que les gouvernements des États fédérés à travers le Bundesrat ont une forte influence sur le pouvoir législatif fédéral et un droit de regard sur l'application des lois fédérales dans les autres États fédérés.
Cela doit cependant être nuancé, en pratique les domaines de compétence se sont continuellement étendus, limités par la constitution certes, mais elle peut être amendée.
Le Reich doit organiser le ministère des affaires étrangères, les ambassades, ainsi que l'administration de ses organes, comme le Reichstag par exemple. La poste et les télégraphes sont administrés de façon centralisée par l'Empire, à l'exception de la Bavière et du Wurtemberg comme déjà mentionné. Une des particularités de l'administration postale est que ses fonctionnaires, donc travaillant pour une institution fédérale, restent employés par les administrations locales. Seuls les hauts fonctionnaires sont employés directement par l'Empire.
La marine impériale est également administrée par l'Empire. L'armée de terre dépend à la fois du Reich et des États fédérés (voir paragraphe commandement militaire ci-dessous).
L'administration des réseaux ferrés reste dans les mains des États fédérés. L'Empire dispose cependant de certains pouvoirs comme le droit d'émettre des directives sur les constructions et le matériel ferroviaire. Par ailleurs les tarifs sont unifiés au niveau fédéral. Les gouvernements des États fédérés sont également obligés de considérer le réseau ferré allemand sous son angle national.
Les États fédérés gardent par contre le contrôle intégral sur l'administration interne, comme sur les communes par exemple. L'administration fiscale reste également sous leur contrôle. Toutefois, après accord d'un comité de surveillance du Bundesrat, l'Empire peut se voir conférer des pouvoirs de surveillance, d'émission de directives, dans le domaine douanier et des impôts.
L'État fédéral dispose en outre de son propre service de police de détention, criminelle et de ses propres pompiers. Les polices médicale, du travail et des chantiers sont également gérées au niveau fédéral.

#### Pouvoir judiciaire
Les instances judiciaires sont du ressort des États fédérés. L'Empire ne rend justice que lorsque la constitution le prévoit explicitement:
- En cas de haute trahison.
- En cas d'atteinte envers un fonctionnaire ou une institution impériale. Le tribunal compétent est alors l'Oberappellationsgericht de Lubeck, qui est dissous en 1877 et remplacé par le Reichsgericht (tribunal d'Empire) de Leipzig.

Les lois impériales peuvent étendre le pouvoir judiciaire de l'Empire. C'est le cas notamment en 1877 lors de la promulgation de la « loi constitutionnelle sur les tribunaux ». Les différends entre État fédéral et États fédérés sont arbitrés par le Bundesrat, qui forme ainsi l'instance judiciaire suprême. Dans le cas où un problème de nature constitutionnelle apparaît dans un État fédéré ne possédant pas de conseil constitutionnel, l'Empire doit traiter l'affaire par le biais également du Bundesrat.

### Institutions

#### Bundesrat
Le plus haut et premier cité des organes étatiques est le Bundesrat, littéralement « conseil de la fédération ». Il est constitué de 58 membres issus des 25 États fédérés. Ces derniers y envoient siéger des plénipotentiaires qui doivent voter à l'unisson. Ces représentants font en général partie des gouvernements des États concernés. Le Bundesrat est donc une représentation des États fédérés sur le plan fédéral et non un parlement.

La Prusse était l'État dominant du nouvel Empire allemand

La constitution prévoit de répartir les voix entre États fédérés comme suit:
| État fédéré                | Nombre de voix au Bundesrat |
| -------------------------- | --------------------------- |
| Prusse                     | 17                          |
| Bavière                    | 6                           |
| Saxe                       | 4                           |
| Wurtemberg                 | 4                           |
| Bade                       | 3                           |
| Hesse                      | 3                           |
| Mecklembourg-Schwerin      | 2                           |
| Brunswick                  | 2                           |
| Saxe-Weimar-Eisenach       | 1                           |
| Mecklembourg-Strelitz      | 1                           |
| Oldenbourg                 | 1                           |
| Saxe-Meiningen             | 1                           |
| Saxe-Altenbourg            | 1                           |
| Saxe-Cobourg-Gotha         | 1                           |
| Anhalt                     | 1                           |
| Schwarzbourg-Rudolstadt    | 1                           |
| Schwarzbourg-Sondershausen | 1                           |
| Waldeck                    | 1                           |
| Reuss branche aînée        | 1                           |
| Reuss branche cadette      | 1                           |
| Schaumbourg-Lippe          | 1                           |
| Lippe                      | 1                           |
| Lübeck                     | 1                           |
| Brême                      | 1                           |
| Hambourg                   | 1                           |
| Total                      | 58                          |

La loi du 31 mai 1911 attribue de plus 3 voix à l'Alsace-Lorraine.
Sa présidence est assurée par le chancelier impérial.
Le Bundesrat prend ses décisions à la majorité simple en temps normal. En cas d'égalité le « président de la fédération », à savoir le roi de Prusse, tranche. En cas de vote pour amender la constitution, une minorité de blocage 14 voix suffit à empêcher la modification. La Prusse avec ses 17 voix a donc la possibilité de refuser tout changement constitutionnel. En tant que représentant des Princes et des sénats des villes hanséatiques, le Bundesrat est supposé être le véritable souverain de l'Empire. Le fait que le chancelier impérial dirige cet organe souligne encore sa fonction de plus haute instance constitutionnelle.
Le Bundesrat peut imposer un véto aux décisions prises par le Reichstag. Il dispose aussi de la priorité au niveau de l'initiative des lois. Il publie également les décrets et organise les fonctionnaires nécessaires à l'application des lois impériales dans les États fédérés, sauf si une loi impériale prévoit le contraire .
Comme déjà mentionné, en l'absence d'un véritable conseil constitutionnel, le Bundesrat tranche tout litige de nature constitutionnelle.
Afin de pouvoir remplir au mieux ses missions, le Bundesrat constitue des commissions assistées de fonctionnaires.

#### Le Kaiser («Präsidium des Bundes»)
La constitution nomme comme « Präsidium des Bundes », président de la fédération, le roi de Prusse et lui donne le titre de « Deutscher Kaiser », empereur allemand. Guillaume Ier aurait préféré le titre de « Kaiser von Deutschland », empereur d'Allemagne, mais Bismarck refuse d'accéder à sa demande car ce dernier titre sous-entend la domination du territoire allemand par l'empereur alors qu'il n'est qu'un prince parmi les autres. Le caractère monarchique de l'État fédéral est clairement exprimé. Il ne s'agit pas d'une union personnelle, la Prusse et l'Empire sont liés. Guillaume II d'Allemagne se trompe donc quant à la fin de la Première Guerre mondiale il pense pouvoir abdiquer de sa fonction d'empereur uniquement. La constitution l'en aurait empêché.
L'empereur représente l'Empire sur la scène internationale, peut signer des traités avec les autres puissances en son nom. Il envoie et reçoit également les diplomates. Il peut déclarer la guerre. Toutefois, lorsque les domaines concernés par les contrats sont dans le giron de l'Empire, les ratifications à la fois du Bundesrat et du Reichstag sont nécessaires. Le premier doit notamment donner son accord pour déclarer la guerre à un autre pays. Cependant en cas de guerre défensive sur le sol ou au large des côtes de l'État fédéral cette autorisation n'est pas requise. Le Kaiser a également le pouvoir de convoquer à la fois le Bundesrat et le Reichstag, ainsi que dissoudre ce dernier avec l'accord du premier,. L'empereur doit également rédiger et promulguer les lois impériales.
Le rôle du Kaiser va plus loin que le titre de président de la fédération le laisse entendre. Il nomme et peut faire démissionner ainsi directement les hauts fonctionnaires impériaux et le chancelier impérial. Le pouvoir exécutif de l'Empire n'a donc besoin que de la confiance de l'empereur. Les circulaires et les décisions du Kaiser ont besoin par ailleurs de la signature du chancelier impérial qui en prend alors la responsabilité,.
La marine impériale doit obéir aux ordres de l'empereur, son organisation est également de sa responsabilité, tout comme la nomination de ses officiers. La constitution donne à l'empereur le commandement de l'armée de terre en temps de guerre de paix, à l'exception de la Bavière où le roi garde le commandement en temps de paix,. L'armée n'est pas une armée de contingent mais forme un tout et est dirigée par le commandement prussien.
Seuls les royaumes gardent une armée indépendante sur leur territoire, mais ils envoient des hommes à l'armée fédérale dont le contrôle leur échappe. Une restriction importante du pouvoir de l'empereur est représentée par l'article 68, qui n'est jamais mis à l'exécution mais sert régulièrement de moyen de pression, qui prévoit que la guerre doit être déclarée si une partie du territoire fédéré voit sa sécurité menacée.
Les prérogatives du Kaiser limitent fortement l'influence du Reichstag. L'empereur est en pratique le véritable souverain de l'Empire, la constitution est très éloignée de l'objectif des libéraux de voir la souveraineté du peuple s'imposer, même au travers de sa représentation. Le mouvement parlementariste, c'est-à-dire le courant voulant mettre le Reichstag au centre de l'échiquier politique sur le modèle britannique, est donc entravé jusqu'à la révolution allemande de 1918. Ce n'est qu'avec elle que le Reichstag doit accorder sa confiance au chancelier impérial, décider des déclarations de guerre, des affaires militaires et diplomatiques, lui permettant ainsi de négocier la paix.

#### Reichstag
Le Reichstag est le second élément symbolisant le pouvoir central avec le Kaiser dans une constitution à l'accent très fédéral sinon. Au niveau de ses compétences, le Reichstag est soumis au Bundesrat. Il est élu au suffrage universel direct et secret pour une durée de 3 ans. À partir de 1885 cette période est portée à 5 ans. Il peut être dissous par le Bundesrat avec l'accord de l'empereur.
Les députés ne sont pas soumis aux consignes, ils sont parfaitement libres en tant que représentant du peuple. Leur mandat est un poste honorifique, ils ne sont donc ni rémunérés ni dédommagés,. Cette clause est levée en 1906 après plusieurs tentatives. Les fonctionnaires élus au Reichstag ne doivent cependant pas quitter leur poste. Ils disposent de l'immunité parlementaire . Les séances du parlement sont publiques,.
Le Reichstag légifère conjointement avec le Bundesrat dans les domaines de compétences impériaux. Il a le droit de présenter des projets de loi . Un point important est qu'il doit valider la loi des finances de l'Empire,, avec notamment le budget de la marine impériale. Il n'a cependant pas de pouvoir sur les budgets militaires des États fédérés, qui conservent leurs propres armées. Toutes les recettes étatiques doivent également être présentées au parlement,.
Il ne peut par contre ni élire le chancelier impérial, ni lui refuser sa confiance ; il en va de même avec les ministres. Les libéraux y voient une lacune dans la constitution. Combinée à la menace continue de la dissolution, cela explique partiellement l'impossibilité qu'a le parlement à former une véritable opposition gouvernementale.
La politique de l'Empire est, jusqu'en 1890, menée par le très influent chancelier Otto von Bismarck. La réalité du « régime personnel » imposé par le nouvel empereur Guillaume II est sujette à débat. Cependant, aucun chancelier ne peut gouverner sans le soutien du parlement : ils en ont besoin afin de faire voter lois et budgets.

### Droits fondamentaux
La constitution ne contient pas de catalogue de droits fondamentaux. Les compétences constitutionnelles en la matière sont laissées aux États fédérés en cohérence avec la délégation des compétences administratives vis-à-vis des citoyens à ces mêmes États. Le premier catalogue des droits fondamentaux apparaît avec la constitution de Weimar en 1919. Seule la discrimination est interdite par l'article 3 dans la constitution de 1871.
Le fait que les droits de l'homme ne soient pas écrits noir sur blanc ne conduit pas automatiquement à l'autoritarisme, comme le montre l'exemple de l'Angleterre. À l'inverse, le catalogue de la république de Weimar n'a pas pu empêcher leurs violations.

## En pratique

### Direction de l'Empire
La constitution ne prévoit pas la création d'un gouvernement. Bismarck, le principal auteur de celle-ci, craint qu'un gouvernement ne devienne rapidement subordonné au Reichstag. En lieu et place, seul le chancelier impérial porte la responsabilité de ministre. Pour se faire soutenir dans ses nombreuses tâches, Bismarck dispose de l'administration de la chancellerie, dirigée par le secrétaire d'État Delbrück.
La chancellerie est organisée en départements constitués de hauts fonctionnaires dirigés par des secrétaires d'États responsables de différents domaines. Cela doit permettre de limiter le pouvoir de Delbrück. Ces secrétaires d'État ne sont pas des ministres : ils ne sont pas responsables de leur domaine de compétence, ce sont seulement des subordonnés du chancelier. La loi de 1878 sur le sujet (Stellvertretungsgesetz) rend la délégation de pouvoir par ce dernier possible. Toutefois, il se réserve le droit de reprendre la main à tout moment.
En 1871. l'Auswärtiges Amt, le ministère des affaires étrangères allemandes, est créé, suivi en 1873 par l'administration impériale des voies ferrées, en 1876 par la poste impériale, en 1877 par l'administration judiciaire impériale, en 1879 par le trésor public impérial et l'administration chargée des affaires intérieures, en 1889 l'administration de la marine impériale et enfin en 1907 l'administration aux affaires coloniales.
À côté de ces secrétaires d'État d'autres postes de fonctionnaires impériaux sont créés : la cour des comptes en 1871, l'administration chargée des statistiques en 1872, le service de la dette en 1874, l'administration de la santé impériale en 1876, le bureau des brevets et le tribunal impérial en 1877 et enfin l'assurance impériale (comprendre sécurité sociale) en 1884.

### Politique extérieure
Si l'Empire a une faible influence sur le plan intérieur, sur le plan extérieur et militaire par contre il joue les premiers rôles. La politique extérieure revient intégralement à l'empereur, il est donc très indépendant dans le domaine. Le Bundesrat doit toutefois donner son accord pour déclarer la guerre et pour les traités touchant à ses domaines de compétences législatives. Les États fédérés peuvent s'envoyer des diplomates entre eux, et aussi dans les pays étrangers. Ils peuvent également en recevoir. Ils sont donc en relation avec l'étranger et peuvent parfois agir dans des domaines où l'empire n'a pas le droit d'intervenir.

### Relation entre Prusse et Empire
Tous les chanceliers impériaux, à deux exceptions près, cumulent la fonction ministre-président de Prusse et de ministre des affaires étrangères prussien. Cette dernière position leur donne la main sur les voix prussiennes au sein du Bundesrat. En tant que ministre-président de Prusse il est à la tête d'un cabinet ministériel dans lequel le roi nomme et renvoie les ministres. En pratique un conflit entre gouvernement prussien et impérial est impossible. Les secrétaires d'État impériaux reçoivent d'ailleurs souvent un poste de ministre sans portefeuille au sein du gouvernement prussien.
Les lois sont tout d'abord négociées entre les gouvernements des différents États fédérés avant d'être présentées devant le Reichstag. Le chancelier présidant le Bundesrat, il obtient automatiquement un poste de député prussien dans cette assemblée, même si cela n'est pas prévu explicitement par la constitution.

### Structure de commandement militaire
L'armée est à part, l'Empire dispose certes des compétences législatives dans le domaine. Un ministre de la guerre n'est toutefois pas prévu par Bismarck, y voyant un rival potentiel. Un ministre de la guerre prussien existe bien, mais il n'est responsable que de l'administration de l'armée de terre impériale. Le commandement suprême de cette dernière est assuré par l'état-major prussien qui est directement subordonné à l'empereur.
La marine impériale est par contre directement dans le champ de compétence du Reichstag, elle dépend également du Kaiser au niveau du commandement. Son financement et son administration sont organisés par le secrétaire d'État à la marine et donc indirectement par le chancelier. Le secrétaire a cependant le droit de s'adresser directement à l'empereur sans passer par le chancelier. L'empereur est soutenu pour le commandement par l'amirauté impériale. Par ailleurs un « Marinekabinett », littéralement cabinet de la marine, un fonctionnaire impérial, existe également et est un adjutant de l'empereur. Il a la charge de coordonner l'administration de la marine et l'amirauté.

### Constitution financière impériale
Le principal moyen de pression du Reichstag est le vote du budget, avec notamment la partie concernant la marine. Les partis négocient en général leurs votes contre des concessions. La constitution relativise toutefois ce poids du parlement dans question budgétaire, sachant que l'Empire ne représente qu'une petite part du budget total des collectivités allemandes. L'Empire collecte en effet les taxes de douanes et sur les biens de consommation, tandis que les États fédérés taxent revenus et propriétés. Les droits de douane ayant de nombreuses répercussions sur le commerce extérieur, la marge de manœuvre du parlement est en fait très limitée.
Les excédents budgétaires impériaux doivent être redistribués aux États fédérés, cela se produit dans ses premières années d'existence. À l'inverse, les déficits fédéraux doivent être couverts par les États fédérés au moyen des « participations matriculaires », proportionnelles à leur population sans regard à leur niveau de richesse. Les dépenses impériales en constante croissance posent un problème toujours plus grand au fonctionnement de l'État fédéral, sachant que les États fédérés protestent à chaque augmentation de leurs contributions. L'empereur souhaite ainsi mettre en place une flotte puissante tout en s'opposant à l'augmentation de la participation matriculaire en tant que roi de Prusse.
Une réforme financière est complexe à mettre en œuvre, les deux chambres du parlement allemand ayant des intérêts contradictoires. Le Reichstag est favorable à une augmentation des impôts fonciers, alors que le Bundesrat préfère une augmentation des impôts sur les biens de consommation. Une réforme est finalement votée, après de nombreuses tentatives, en 1909 avec une augmentation des taxes sur la bière, les alcools forts et le tabac, ce qui limite quelque peu le déficit.

### Droit de vote
Le suffrage universel direct et secret rappelle celui utilisé lors des élections du Parlement de Francfort en 1849. Bismarck pense que ce suffrage affaiblirait les libéraux. Il est d'ailleurs déjà utilisé pour les élections de la confédération de l'Allemagne du Nord en 1867. Il n'est cependant que masculin, les femmes n'obtenant le droit de vote qu'en 1919 avec la révolution. Les personnes touchant des aides sociales sont également exclues du vote.
Le vote se fait à la majorité. Si lors du premier tour aucun candidat ne rassemble une majorité des voix, un second tour entre les deux candidats en tête est organisé. Les circonscriptions établies en 1871 restent inchangées jusqu'à la Première Guerre mondiale. Donc, les districts ruraux, à tendance conservatrice, sont surreprésentés.
La constitution fédérale ne donne aucune consigne aux États fédéraux quant au système de vote à mettre en place en leur sein. Le suffrage universel n'y est le plus souvent pas appliqué, à la place des systèmes accordant plus de poids à certains électeurs que d'autres existent. La Prusse par exemple applique le système des trois classes.